# Fayet (Aisne)
Fayet es una comuna francesa situada en el departamento de Aisne, de la región de Alta Francia.

## Geografía
Fayet está ubicada directamente al noroeste de San Quintín.

## Demografía
| 341 | 361 | 542 | 586 | 582 | 580 | 532 | 675 |
| Para los censos de 1962 a 1999 la población legal corresponde a la población sin duplicidades (Fuente: INSEE [Consultar]) |     |     |     |     |     |     |     |